# ماريو بريرو
ماريو بريرو (من مواليد 29 مارس 1946) هو محقق خاص إيطالي يرأس خمس شركات مسجلة في جنيف، سويسرا. في عام 1989 أسس شركة Alp Services SA، وهي شركة تحقيق خاصة تركز على البنوك وشركات المحاماة والعملاء الأثرياء من خلال "المشورة والدعم والتوجيه الاستراتيجي والوساطة الدبلوماسية والتنظيم في إدارة الأزمات والسمعة" و"التحقيقات والاستفسارات الوطنية والدولية، ولا سيما التجارية والمالية، في مكافحة غسيل الأموال والتزوير والأسواق الموازية والجرائم الاقتصادية أو جرائم الكمبيوتر؛ ومراقبة وحماية الأفراد والشركات وإدارة الأزمات والمخاطر وعمليات البحث عن الأصول والعناية الواجبة والتدقيق.
وقدمت له الصحافة باعتباره "محققًا" أو حتى "جاسوسًا"،, واشتهر من خلال الكشف عن القضايا التي تعاملت معها شركاته وطرقه المثيرة للجدل أو حتى غير القانونية. وبعد أن أصبحت أساليبه علنية وحُكم عليه من قبل محكمة فرنسية في عام 2014، ركزت شركة Alp Services على إدارة السمعة من خلال نشر معلومات سلبية لعملائه من الاتحاد السوفييتي السابق وكبار الشخصيات من الدول الأفريقية الصغيرة، وأبرزها الإمارات العربية المتحدة، لدرجة أن صحيفة لوموند وصفتها بأنها "شركة زعزعة الاستقرار والمراقبة".
في عام 2021، تعرضت شركته للاختراق ونُشرت النتائج في عام 2023 تحت عنوان "أسرار أبو ظبي"، حيث تعاقدت حكومة الإمارات العربية المتحدة مع شركة Alp Services للتجسس على مواطني 18 دولة في أوروبا وخارجها. أرسلت شركة Alp Services أسماء أكثر من 1000 فرد و400 منظمة في 18 دولة أوروبية إلى أجهزة الاستخبارات الإماراتية، ووصفتهم بأنهم جزء من شبكة الإخوان المسلمين. في عام 2021، أدين بريرو أيضًا بالإكراه.

## النشأة والتعليم
ولد ماريو بريرو في 29 مارس 1946. وقد مثل نفسه كخريج من المدرسة الفيدرالية للفنون التطبيقية في لوزان. تذكر أرشيفات EPFL التحاقه بفئة متخصصة في الرياضيات بين عامي 1967 و1968، حيث درس لمدة فصل دراسي واحد فقط.,

## حياته المهنية المبكرة
في عام 1986، قام بريرو بتصدير أجهزة الكمبيوتر ومعدات تصنيع أشباه الموصلات من الولايات المتحدة إلى الكتلة الشرقية عبر سويسرا. في عام 1988، قامت الحكومة الأمريكية بالتحقيق مع بريرو وشركته Samata SA وخلصت إلى أن بريرو شارك في مخطط لإعادة تصدير أجهزة الكمبيوتر ومعدات تصنيع أشباه الموصلات.
وفقًا للسجل الفيدرالي، كانت هذه سلعًا للأمن القومي بموجب حظر تصدير خاص من قبل مكتب إدارة التصدير الأمريكي. نفى بريرو الاتهامات، لكنه وافق على إيقاف العمل بعد إلغاء تراخيص التوزيع الخاصة به.

## Alp Services
في عام 1989، تحت تأثير أعمال التحقيق الدولية للشركات التي قام بها جول كرول، أسس شركة Alp Services في جنيف، وفقًا لصحيفة لوموند في البداية كمقاول فرعي لشركة Kroll، مع التركيز على البنوك وشركات المحاماة والعملاء الأثرياء.
في عام 2011، تلقت آن لوفيرجيون، الرئيسة السابقة لقسم التعدين في المجموعة النووية الفرنسية آرافا، تقريرًا مجهول المصدر يحتوي على معلومات عن UraMin، وهي شركة استحوذت عليها آرافا، ومعلومات عن زوج لوفرجون أوليفر فريك، وتفاصيلهم المصرفية، ومعلومات عن سفرهم في جنيف وقائمة بأرقام الهواتف التي اتصلوا بها. جاءت هذه الوثيقة من Alp Services. في ديسمبر 2011، قدمت لوفرجون شكوى ضد بريرو بتهمة التنصت غير القانوني. بعد التحقيق، قرر مكتب المدعي العام إحضار بريرو أمام المحكمة الجنائية في باريس بتهمة "التواطؤ في انتهاك السرية المهنية" و"إخفاء انتهاك السرية المهنية" على حساب أوليفييه فريك., عقدت المحاكمة في عام 2014. وخلال جلسة الاستماع كشف بريرو أنه دفع لموظفي شركة الهاتف للكشف عن معلومات مكالماتها وزوجها. أدينت بريرو لكنها لم تحصل إلا على حكم مع وقف التنفيذ.,,
على الرغم من عدم حصولها على حكم جوهري، أدت تصرفات بريرو إلى إبعاد العديد من الشركات التي تعمل بشفافية وزيادة عدد العملاء الأقل ضميرًا: الأوليغارشيون من الاتحاد السوفييتي السابق، ومليارديرات آخرين من أوروبا الشرقية، وكبار الشخصيات من الدول الأفريقية الصغيرة مثل الجابون والشرق الأوسط. بدأت شركة Alp Services تحت قيادة بريرو في التركيز على نشر المعلومات السلبية، والتي أطلق عليها "حملات الاتصال الفيروسية الهجومية". على سبيل المثال، في عام 2012، عمل بريرو لصالح الأمير ألبرت من موناكو لتشويه سمعة روبرت إيرينجر، رئيس أجهزة الاستخبارات الموناكوية السابق. وقد تم تحقيق ذلك من خلال إضافة معلومات كاذبة عن إيرينجر إلى مدخل ويكيبيديا الخاص به تم الحصول عليها من مدونة من فرد مزيف يدعي أنه خبير في علم النفس. كما استأجر بريرو قراصنة للحصول على معلومات مصرفية سرية، واستخدم مصائد العسل، أثناء عملياته. من عام 2015 إلى عام 2017، بلغت رسوم شركة Alp Services ما يقرب من 6 ملايين فرنك سويسري.,
في عام 2014، بعد اجتماع بين بريرو وغينادي تيموشينكو، رجل الأعمال الروسي والملياردير الذي يقف وراء شركة التجارة غانفور، كتبت Alp Services تقريرًا "سريًا للغاية" حول توقيع العقود بين غانفور والكونغو، مما أدى إلى مقاضاة العديد من موظفي غانفور بتهمة الفساد.
في عام 2021، تعرضت شركة Alp Services للاختراق، ونشرت مجموعة التعاون الاستقصائي الأوروبية تحقيقًا في البيانات المسربة في أوائل عام 2023 تحت اسم "أسرار أبو ظبي".

## أسرار أبو ظبي
في مارس 2023، نُشرت أسرار أبو ظبي، وهما تحقيقان رئيسيان في المهام التي أجرتها شركة Alp Services SA، في الصحافة الفرنسية والأمريكية والسويسرية والألمانية والإسبانية والهولندية. ووفقًا لميديابارت، قامت شركات بريرو "بشكل ملحوظ بتنفيذ مهام استخباراتية خاصة نيابة عن أجهزة الاستخبارات الإماراتية" كما "نشرت معلومات - بهويات مزيفة على الإنترنت - بهدف الإضرار بخصوم الإمارات، وخاصة قطر وجماعة الإخوان المسلمين".
قدم بريرو وثائق وصورًا في سياق نزاع عمالي تافه كشف عن معلومات حول مقدمي خدمات Alp وعملائها، بما في ذلك عميل إماراتي سري. في مارس 2023، كشف الصحفي الأمريكي الحائز على جائزة بوليتزر ديفيد دي كيركباتريك عن اسمه في مجلة نيويوركر - باسم مطر حميد النيادي ورئيسه علي سعيد النيادي. كان من الممكن التعرف على عميلي المخابرات الإماراتية من خلال الصور التي التقطها بريرو بشكل سري أثناء اجتماعات مع عملائه.
من بين أهداف بريرو، يذكر الصحفيون سهام سويد - شرطية سابقة ومستشارة وزارية اشتراكية، وهي الآن مسؤولة اتصال وجماعة ضغط لصالح قطر في فرنسا - التي صور عملاء بريرو منزلها في باريس، قبل اقتحامه مباشرة؛ شركة الاستشارات السمعة والاستخبارات التجارية Avisa Partners؛ حازم ندا وشركته التجارية للنفط Lord Energy SA؛ جمعية الإغاثة الإسلامية العالمية؛ السياسي التونسي كمال الجندوبي.
كان الصحفي السابق رولاند جاكاردد، الخبير المعلن في التطرف بين المسلمين الأوروبيين، قد قدم نفسه في اتصالاته مع أجهزة المخابرات الإماراتية كمستشار لإيمانويل ماكرون، وأوصى المخابرات الإماراتية بتعيين بريرو في منافستها مع قطر وجماعة الإخوان المسلمين. وعندما أقنع بريرو الإماراتيين في أغسطس/آب 2017 بتعيينه لتقديم "قوة العلاقات العامة المظلمة" بميزانية أولية تتراوح بين أربعة إلى ستة أشهر تبلغ مليون ونصف المليون يورو، حصل جاكاردد على عمولته. وعرض بريرو مهاجمة طارق رمضان، وتشويه سمعة نجل يوسف ندا حازم ندا، وكذلك منتدى الشباب والطلاب المسلمين الأوروبيين. كما أنشأ موظفو شركة ألب مدخلات ويكيبيديا المدانة وضغطوا على وورلد تشيك بشأن "علاقات ندا المزعومة بالإرهاب" مما أدى في النهاية إلى تدمير أعماله. كما جند بريرو الصحفيين الرئيسيين إيان هامل ولويس دي راجونيل وعلماء مثل لورينزو فيدينو، ودفع للأخير 13000 يورو. في عام 2019، هاجم بريرو منظمة الإغاثة الإسلامية العالمية من خلال تقديم معلومات إلى أندرو نورفولك، في عام 2017، قامت شركة Alp Services بجمع بيانات شخصية عن أكثر من ألف شخص في سويسرا وأوروبا، وفرضت على أجهزة المخابرات الإماراتية ما يقرب من ستة ملايين يورو مقابل هذه المعلومات.
وكانت أساليب بريرو في إطار ولايته تشمل التسلل، والتصيد، والوصول إلى سجلات البنوك والهواتف الخاصة بأهدافه من خلال انتحال هوياتهم، والاستطلاع والمراقبة، ونشر مقالات صحفية كاذبة على مدونات مجهولة واستخدام هويات مزيفة لنقل محتوى هذه المنشورات إلى الصحافة التقليدية. وتتعلق كشوفات مجلة النيويوركر وميديابارت أيضًا بالطريقة التي يعامل بها بريرو عملائه: تسجيلات محادثات هاتفية حساسة، وصور تم التقاطها سراً وعرضها على المحاكم بشكل عفوي، وتوفير حسابات بريد إلكتروني مع إمكانية الاطلاع عليها دون موافقة العملاء.,

## قضية بوفييه
تم تعيين ماريو بريرو وشركاته من قبل إيف بوفير لمساعدته في الفوز بسلسلة من المعارك القانونية المتعلقة بقضية بوفييه، والتي بدأت في يناير 2015. واتهم الأوليغارشي الروسي بوفييه بالاحتيال عليه بما يقرب من مليار فرنك سويسري عندما اشترى 38 لوحة بمبلغ إجمالي قدره 2 مليار يورو.
وفقًا لموقع Heidi.news، حدد معسكر دميتري ربولوفليف بريرو وألب سيرفيسز باعتبارهما القوة الدافعة وراء دفاع بوفييه. وعلى مدار الأشهر، تم رفع سلسلة من الدعاوى القضائية ضد المحقق في جنيف وموناكو ونيس وباريس. وقد أدت بعضها إلى إدانة ماريو بريرو، كما حدث في يوليو/تموز 2015 في جنيف، بتهمة التشهير. وتضمنت مرفقات الرسائل من حساب ماريو بريرو على بروتونميل الذي تم اختراقه في عام 2021 محادثة مسجلة بين بريرو ومحاميه بشأن إمكانية بيع الأبحاث التي أجريت نيابة عن بوفييه إلى المعسكر المعارض لريبولوفليف.

## القضية في إسبانيا: عشيقة خوان كارلوس السابقة
أظهر تسريب معلومات من شركة Alp Services، كشف عنه موقع Heidi.news في عام 2021، أن ماريو بريرو حرض على نشر مقالات صحفية تهدف إلى تدمير سمعة المدعي العام في جنيف إيف بيرتوسا بناءً على طلب كورينا لارسن، المعروفة بأنها عشيقة الملك الإسباني خوان كارلوس الأول.
ووفقًا لصحيفتي إل باييس, و ذا تايمز، وقعت لارسن العقد مع شركة Alp Services بعد وقت قصير من اتهام المدعي العام السويسري بيرتوسا لها في عام 2018 بارتكاب جريمة غسيل أموال مزعومة. تتعلق القضية بالتبرع الذي بلغ 65 مليون يورو الذي تلقاه لارسن في عام 2012 من ملك إسبانيا خوان كارلوس الأول، والذي تلقاه بدوره في عام 2008 من وزارة المالية في المملكة العربية السعودية. كما كلف لارسن بريرو بإجراء تحقيق معمق في 14 رجل أعمال كانوا أصدقاء أو "رجال واجهة" للملك الإسباني السابق خوان كارلوس الأول. ثقافة الشركات في شركات ماريو بريرو وفقًا لمجلة نيويوركر، يزرع بريرو بيئة عمل جذابة، لكنه يعامل الموظفين السابقين باحتقار. كما ذكر موظف سابق أن بريرو "أراد الاحتفاظ بملفات عن الجميع". في عام 2021، أدانت المحكمة الجنائية السويسرية بريرو بإرغام موظف مغادر على التوقيع على وثيقة.
وذكر الضحية أن برامج التجسس موجودة على محطات عمل جميع الموظفين. التحقيقات بعد التسريبات والتغطية الإعلامية اللاحقة، بدأت السلطات في سويسرا وفرنسا تحقيقات ضد ماريو بريرو وشركة Alp Services. وتهدف هذه التحقيقات إلى معالجة الانتهاكات القانونية والأخلاقية المحتملة التي تنطوي عليها عمليات الشركة.